# 杉本洋文
杉本 洋文（すぎもと ひろふみ、1952年8月 - ）は、日本の建築家（一級建築士）。株式会社計画・環境建築会長。木造建築の第一人者。神奈川県出身。育成した建築家に高橋一総などがいる。

## 来歴
祖父が修善寺にて製材業を営んでいたことから、幼少期より木材が身近にあり、自然と建築家を志す。東海大学在学中には建築研究会に所属するなど建築漬けの日々を送る。学生時より、木造建築の設計事務所にてアルバイトをしながら実際の建築設計の機会を得ていた。
『新建築』に掲載された木島安史による「寿狸庵」に衝撃を受け、大学院修了の翌年、計画・環境建築に入所した。
鉄筋コンクリートによる建築が全盛を極めていた時代から、木造建築の可能性と循環型社会の重要性をいち早く見抜き、木造建築を数多く手掛けてきた。木造建築が見直されることにより、日本の林業の再活性化と循環型社会の実現を目指している。

## 年譜
- 1952年 神奈川県生まれ。
- 1974年 東海大学工学部建築学科 卒業。
- 1976年 東海大学大学院工学研究科修士課程 修了。
- 1977年 計画・環境建築 入所。
- 1995年 計画・環境建築 代表取締役社長。
- 2004年 計画・環境建築 代表取締役会長。東海大学工学部建築学科教授。

主な作品に湯っ歩の里、流星庵、地球市民村、松田町立松田小学校など。受賞歴は、グッドデザイン賞（2007年）、東京建築賞（2011年）など。

## 著書
- 杉本洋文『どんぐりハウス: 3.11生活復興支援プロジェクト』東海大学、2013年4月1日。OCLC 843137660。ISBN 4486019369、ISBN 978-4486019367。
- 杉本洋文『キヅカイのケンチク』東海大学、2017年9月1日。OCLC 1003273611。ISBN 4486021177、ISBN 978-4486021179。
- 杉本洋文『Local Design Lab -地域のためのまち・建築をデザインする研究室の軌跡-』三恵社、2021年9月2日。OCLC 1272097863。ISBN 4866934611、ISBN 978-4866934617。